# 日本瓦斯
日本瓦斯株式會社（日语：／）是總部設於東京都中央区八丁堀的日本大型液化石油氣、都市瓦斯販售企業。暱稱「ニチガス」。屬綠之會成員三和集團。

## 營業區域
- 東京都 - 田無工場、町田工場等3營業所
- 埼玉縣 - 入間工場、埼玉工場等12營業所
- 神奈川縣 - 津久井工場等11營業所
- 千葉縣 - 千葉工場等12營業所
- 茨城縣 - 取手工場等7營業所
- 栃木縣 - 3營業所
- 靜岡縣 - 2營業所
- 山梨縣 - 甲府工場等2營業所
- 群馬縣 - 3營業所
- 福島縣 - 1營業所
- 滋賀縣 - 滋賀工場

## 沿革
- 1955年 - 岩谷產業創業者岩谷直治（日语：岩谷直治）長男岩谷徹郎創立日本瓦斯。
- 1964年 - 供給東京奧運聖火瓦斯。
- 1966年 - 新日本瓦斯（日语：新日本瓦斯）株式會社設立
- 1973年 - 東京證券交易所第2部上市。爐用瓦斯鋼瓶的最新工廠於取手完工。
- 1975年 - 日本瓦斯開發株式會社設立
- 1976年 - 千葉、埼玉縣內推動簡易瓦斯導管供給系統開發。日本瓦斯物流計算中心設立。
- 1979年 - 東京證券交易所第1部上市。
- 1984年 - 爐用瓦斯鋼瓶與各種噴霧製品等的生產工廠於滋賀完成。
- 2002年 - 東武瓦斯成為子公司後隔年更名為東彩瓦斯（日语：東彩ガス）。
- 2005年 - 取得ISO14001認證。
- 2005年 - 向關東經濟產業局提出埼玉縣蓮田團地、千葉縣富里市日吉台新市鎮（日语：日吉台ニュータウン）、神奈川縣南平團地由簡易瓦斯變更為一般瓦斯（都市ガス）的轉換計畫。
- 2005年 - 加入日本瓦斯協會（日语：日本ガス協会）。
- 2006年 - 發表2010年以前將100處簡易瓦斯供給處轉換為都市瓦斯。
- 2009年12月1日 - 岩谷產業停止對日本瓦斯供給液化石油氣、盒裝瓦斯、工業瓦斯。[2]
- 2014年3月7日 - 子公司東彩瓦斯、東日本瓦斯（日语：東日本ガス）、新日本瓦斯、北日本瓦斯（日语：北日本ガス）成為完全子公司。

## 相關企業
- 新日本瓦斯（日语：新日本瓦斯）株式會社
- 東日本瓦斯（日语：東日本ガス）株式會社
- 北日本瓦斯（日语：北日本ガス）株式會社
- 東彩瓦斯（日语：東彩ガス）株式會社
- 日本瓦斯工事株式會社
- 日本瓦斯運輸整備株式會社
- 株式會社日本瓦斯物流計算中心（ニチガス物流計算センター）
- 株式會社雲之宇宙船（雲の宇宙船）

## 備註
1. ↑  .   [2016-03-06]. （原始内容存档于2018-06-20）.
2. ↑  「断腸の思い」-岩谷産業牧野社長/日本ガスへの供給停止を語る 的存檔，存档日期2010-10-11. ガスエネルギー新聞（2009.11.18）

## 外部連結
- 日本瓦斯 （页面存档备份，存于）